# Publius Rutilius Lupus (consul en -90)
Pour les articles homonymes, voir Publius Rutilius Lupus.
Publius Rutilius Lupus est un consul romain du Ier siècle av. J.-C., tué au combat lors de son mandat.

## Biographie
Fin 91 av. J.-C., il est élu consul avec Lucius Julius Caesar. La guerre sociale fait rage pendant leur consulat.
Alors que son collègue L. Caesar combat les Samnites, Lupus fait face aux Marses. Il prend Caius Marius comme légat, qui lui conseille d'entraîner ses troupes inexpérimentées avant de rencontrer l'ennemi, avis dont Lupus ne tient pas compte.
Il avance en territoire Marse et divise ses troupes entre lui et Caius Marius afin de construire deux ponts pour traverser le Tolenus — cours d'eau identifié au fleuve Liri —. Le commandant des Marses, Vettius Scato, campe de l'autre côté du fleuve. Il place le corps principal de ses troupes près du pont de Caius Marius et envoie un plus petit détachement sur l'autre pont face à Publius Rutilius Lupus. Le matin suivant, Publius Rutilius Lupus franchit le pont, tombe dans une embuscade et perd la majeure partie de son armée, huit mille hommes selon Paul Orose, il reçut lui-même une blessure mortelle à la tête. Lorsque Caius Marius voit flotter des corps romains, il prend le commandement de l'armée, attaque et capture le camp ennemi mal défendu et renverse la situation,.
Selon Julius Obsequens, Rutilius Lupus avait négligé des signes défavorables manifestés par l'absence de lobe du foie de la victime sacrifiée avant la bataille.
Les corps de Rutilius Lupus et de nombreux autres patriciens sont ramenés à Rome pour leurs funérailles, qui provoquent de longues et tristes cérémonies de deuils. Le Sénat décide en conséquence que les Romains tombés à la guerre seront inhumés là où ils sont tombés.